# در دست بررسی
در دست بررسی (インハンド In Hando) مجموعه مانگای ژاپنی اثر آئو آکاتو است. در دست بررسی در مجله ایونینگ کودانشا از اکتبر ۲۰۱۸ تا نوامبر ۲۰۲۰ منتشر شد و فصل‌های آن در پنج جلد تانکوبون جمع‌آوری شد. یک درام تلویزیونی ژاپنی ۱۱ قسمتی از آوریل تا ژوئن ۲۰۱۹ از شبکه تی‌بی‌اس پخش شد.

## خلاصه داستان
ماجرا دربارهٔ انگل‌شناسی به نام تتسو هیموکورا است که به کارش خیلی علاقه دارد. علاقه وافرش به موجودات او را وادار کرده از جایش تکان نخورد و تمام مدت در آزمایشگاه خانگی خود به تحقیقات بپردازد، طوری که خانه را به زور ترک می‌کند.
نکته خاصی که درمورد تتسو وجود دارد، دست راستش است؛ دستی که مجهز به ابزارآلات رباتیک است و معلوم نیست چگونه به وجود آمده است. کسی او را برای حل یک پرونده با روش‌های علمی استخدام می‌کند و اینجاست که اتفاقات جدیدی برای تتسو رخ می‌دهد.

## فیلم
از روی این مانگا درام تلویزیونی ژاپنی ۱۱ قسمتی اقتباس شد که از تاریخ ۱۲ آوریل تا ۲۱ ژوئن ۲۰۱۹ از شبکه تی‌بی‌اس پخش شد.